# Bračko
Bračko je priimek v Sloveniji, ki ga je po podatkih Statističnega urada Republike Slovenije na dan 1. januarja 2010 uporabljalo 863 oseb in je med vsemi priimki po pogostosti uporabe uvrščen na 218. mesto.

## Znani nosilci priimka
- Alojzij (Evald?) Bračko (1914—, prof. fizike na Višji pedagoški šoli (kasneje PA)
- Bojan Bračko - Boba, bobnar Belih vran...
- Branimir Bračko, namestnik rep. sekretarja za notr. zadeve (akcija Sever 1989)
- Ciril Bračko, frančiškan
- Dejan Bračko, glasbenik ("Kvinton")
- Franc Bračko (1910—1967), enolog, zadružnik, direktor vinskih kleti na Štajerskem (Ptuj)
- Franc Bračko, ornitolog
- Ivan Bračko (18??—19??), filolog, šolnik (gimnazijski profesor in ravnatelj v Celju)
- Katarina Bračko (1919—2008), učiteljica, političarka
- Klemen Bračko, glasbenik violi(ni)st, kitarist; lutkar, pedagog ...
- Marija Bračko (1914—2004), zdravnica, častna občanka Občine Škofja Loka
- Marko Bračko, fizik (FKKT UM)
- Mojca Bračko (*1984), telovadka
- Pavel Bračko (1951—2017), umetnostni zgod., arheolog, publicist (mistik/patrolog/eshatolog), močno versko navdahnjen postopač
- Rok Bračko (*2004), odbojkar
- Sabina Bračko (*1967), prof. NTF - tekstilstvo: informacijska &grafična tehnologija
- Stane Bračko (1923—1945), pesnik (končal v povojnih pobojih)
- Urška Bračko (*1993), fotomodel